# KABA
『KABA』（カバ）は、UAのカバー・アルバム。2010年6月23日発売。

## 概要
- デビュー15周年企画の一環である。UA本人による選曲。彼女の学生時代から歌ってきた曲や思い入れの深い楽曲を中心にセレクト。
- ジャケットは漫画家・くらもちふさこの描き下ろし。CDブックレットには、くらもちのショートストーリーが掲載され、その1コマがジャケットになっている。

## 収録曲
1. モンスター（ピンク・レディー）
2. 夜空の誓い feat. 甲本ヒロト（ザ・クロマニヨンズ）（HIS）
3. きっと言える（荒井由実）
4. 買い物ブギ（笠置シヅ子）
5. セーラー服と機関銃（薬師丸ひろ子）
6. Day Dreaming（アレサ・フランクリン）
7. Under the Bridge（レッド・ホット・チリ・ペッパーズ）
8. Paper Bag（フィオナ・アップル）
9. わたしの赤ちゃん（七尾旅人）
10. Hyperballad（ビョーク）
11. Love Theme From 'Spartacus'（映画「スパルタカス」より）
12. 蘇州夜曲（渡辺はま子、霧島昇）
13. No Surprises（レディオヘッド）
14. 妖怪にご用心（中山千夏）
15. tiru-ru-shi（こやまよしこ）

## リリース日一覧
| 地域 | リリース日    | レーベル          | 規格     | 規格品番   | 備考 |
| ---- | ------------- | ----------------- | -------- | ---------- | ---- |
| 日本 | 2010年6月23日 | SPEEDSTAR RECORDS | 12cmCD   | VICL-63627 |      |
| 日本 | 2013年7月2日  | SPEEDSTAR RECORDS | 音楽配信 | -          |      |

### 音楽配信
- kaba - mora
- kaba - AWA
- kaba - YouTube Music プレイリスト
- kaba - Spotify
- kaba - Apple Music

その他
- UA 本人による楽曲解説！ - HMV
- UA 新境地へと踏み出す一歩 15周年カバーアルバム『KABA』 - 音楽ナタリー
- UAのカバー・アルバム『KABA』 - フィガロジャポン